# Platypezidae
I Platipezidi (Platypezidae Fallén, 1815) sono famiglia di insetti dell'ordine dei Ditteri (Brachycera: Cyclorrhapha). Rappresenta uno dei gruppi più primitivi dei Ciclorrafi e comprende specie micetofaghe associate a funghi di interesse forestale.
Il nome scientifico fa riferimento alla particolare conformazione delle zampe posteriori dei maschi, che presentano l'apice delle tibie e il primo tarsomero larghi e compressi lateralmente (dal greco πλατύς, "piatto, largo", e πέζα, "piede"). In inglese, i Platipezidi sono noti con il nome comune flat-footed flies ("mosche dal piede piatto"), facendo riferimento, ancora, alla conformazione dei tarsi. I platipezidi del genere Microsania sono noti anche con il nome comune di smoke flies ("mosche del fumo") in quanto attratti dal fumo dei fuochi.

## Descrizione

### Adulto
Gli adulti sono insetti di piccole dimensioni, in genere con corpo lungo 2-5 mm, ad eccezione di Calotarsa sp., il cui corpo arriva al centimetro di lunghezza. La livrea è generalmente di colore nero uniforme, meno frequentemente di altri colori, fra i quali ricorrono, in particolare, il grigio e il giallastro.
Il capo è largo, oloptico nel maschio, dicoptico nella femmina. La chetotassi varia secondo la sottofamiglia e il sesso. I maschi, a causa del capo oloptico, portano setole solo nella regione retroculare (setole postoculari). Nelle femmine possono essere presenti una o due paia di robuste setole fronto-orbitali e un paio di setole verticali, ad eccezione dei Platypezinae. Sono inoltre presenti, in genere, una o più paia di setole ocellari e numerose setole postoculari.
Le antenne sono di tipo aristato, spesso pubescenti, con scapo e pedicello brevi e cilindrici, terzo antennomero compresso lateralmente e di profilo rotondeggiante o ovale, arista inserita in posizione apicale, trisegmentata, con i due segmenti basali molto brevi. L'apparato boccale è di tipo succhiante-lambente, con labbro inferiore provvisto di labelli carnosi.
Il torace è dorsalmente convesso. La chetotassi è caratterizzata dalla compresenza di alcune setole lunghe e robuste e altre più numerose ma brevi. Le acrosticali sono presenti solo nei tipi primitivi (Microsaniinae e Callomyiinae), le dorsocentrali sono allineate in due serie simmetriche o, in alcuni Platypezinae, in più serie. Il margine laterale presenta in genere setole omerali, intralari, notopleurali e sopralari. Particolarmente lunghe e robuste sono in genere una o più setole notopleurali, una postalare e l'ultima della serie dorsocentrale. Lo scutello presenta in genere due paia di setole scutellari, a volte di più, lungo i margini laterali. Le pleure sono completamente glabre oppure provviste di brevi setole solo nel protorace.
Le zampe sono robuste e relativamente brevi, con femori posteriori ampi e compressi lateralmente. Le tibie e i tarsi delle zampe anteriori e medie hanno un normale sviluppo ed hanno sezione cilindrica. Le tibie posteriori sono allargate e compresso lateralmente all'apice. Il primo tarsomero delle zampe posteriori dei maschi è largo come l'apice delle tibie e compresso lateralmente; analoga conformazione si ha nelle femmine dei Platypezinae, mentre nel resto della famiglia i tarsomeri delle femmine sono tutti cilindrici.
Le ali sono ampie e presentano lobo anale e alula ben sviluppati. Sono ialine o leggermente pigmentate nella zona anteriore-basale. In alcuni generi sono provviste di uno pterostigma scuro, più o meno esteso, in corrispondenza della terminazione di R1.
| Tipo: gruppo Symmetricella del genere Lindneromyia: cellula costale simmetrica, M1+2 biforcata. | Tipo: Platypeza e Polyporivora: cellula costale asimmetrica, M1+2 biforcata. |
| Tipo: Agathomyia e Callomyia: cellula costale asimmetrica, M1+2 indivisa.                       | Schemi delle nervature alari maggiormente ricorrenti nelle sottofamiglie Callomyiinae e Platypezinae. Nervature longitudinali: C: costa; Sc: subcosta; R: radio; M: media; Cu: cubito; A: anale. Nervature trasversali: h: omerale; r-m: radio-mediale; m-m: mediale; m-cu: medio-cubitale. Cellule: c: costale; d: discale; br: 1ª basale; bm: 2ª basale; cup: cellula cup. |

La costa si estende poco oltre l'apice dell'ala, fino alla confluenza di M1 o M1+2, la subcosta è completa e confluisce sulla costa. La conformazione della cellula costale (c) è in genere asimmetrica, conformata con un profilo che richiama la lama di un bisturi, ma in alcuni Platypezinae ha un profilo simmetrico in senso assiale, conformata a punta di lancia, per la marcata convessità del margine costale fino alla confluenza della subcosta.
La radio si divide in tre rami rettilinei: R1 si estende fino al terzo distale del margine costale, mentre i due rami del settore radiale si prolungano per confluire, rispettivamente, poco prima e in corrispondenza dell'apice dell'ala. La media può presentare diverse conformazioni: in genere si divide in tre rami, M1, M2 e M4, quest'ultimo in genere indicato dagli attuali ditterologi come primo ramo della cubito anteriore. M1+2 può restare indivisa, oppure biforcarsi in corrispondenza del vertice distale della cellula discale, oppure in posizione più distale. La vena M1 è ricurva, con marcata concavità verso il margine posteriore ed è generalmente completa; la vena M2, quando è presente, è in genere completa, ma può anche limitarsi al tratto basale.
La prima anale e la cubito sono ben conformate e confluiscono in un breve ramo comune, chiudendo ad angolo acuto la cellula cup. Le nervature trasversali radio-mediale, mediale e medio-cubitale sono presenti, chiudendo rispettivamente la prima basale (br), la discale e la seconda basale (bm). La cellula discale è ampia e lunga. La radio-mediale è in genere ben distanziata dalla biforcazione del settore radiale e confluisce su M1+2 in corrispondenza del terzo prossimale della cellula discale. La prima cellula basale è perciò ben conformata e nettamente più lunga della seconda basale.
| Melanderomyia | Schema della nervatura alare ricorrente nei platipezidi primitivi Nervature longitudinali: C: costa; Sc: subcosta; R: radio; M: media; Cu: cubito; A: anale. Nervature trasversali: h: omerale; r-m: radio-mediale; m-cu: medio-cubitale. Cellule: c: costale; br: 1ª basale; bm: 2ª basale; cup: cellula cup. Pt: pterostigma. | Microsania |

I generi Microsania e Melanderomyia presentano una più o meno marcata semplificazione della nervatura. In Microsania, la radio-mediale è evanescente e posizionata quasi in corrispondenza della biforcazione del settore radiale e della biforcazione della base della media, perciò la prima cellula basale non è ben delimitata all'apice ed ha più o meno la stessa lunghezza della seconda basale. Nello stesso genere si ha inoltre la scomparsa della base di M1 e la cellula discale è aperta a causa dell'assenza della mediale trasversa. In Melanderomyia la radio-mediale è presente, con prima cellula basale chiusa e leggermente più lunga della seconda basale. Manca ancora la vena trasversa mediale, con conseguente assenza della cellula discale, ma a differenza di Microsania, è priva anche della biforcazione M1+2. In entrambi i generi è presente lo pterostigma.
L'addome è ampio e di forma ovoidale, largo alla base, più sottile nella parte terminale, composto da sei uriti apparenti, con tergiti ampi e convessi e sterniti brevi. La femmina presenta il sesto e settimo urite telescopici, retratti all'interno del sesto. I maschi hanno l'ipopigio ruotato dalla torsione assiale dell'ottavo urite e retroflesso sotto gli uriti pregenitali.

### Stadi giovanili
La larva è apoda e microcefala, composta da 11 segmenti apparenti a causa della retrazione del segmento cefalico nel protorace. Il corpo è di colore variabile dal biancastro al giallastro ed ha una forma allungata e più o meno appiattita in senso dorso-ventrale; alla vista dorsale ha un profilo fusiforme nella regione cefalo-toracica e quadrangolare nella regione caudale. Il tegumento è percorso da serie longitudinali di tubercoli spiniformi. Le spinule delle due serie laterali e quelli del margine anale sono più sviluppate in lunghezza.
Sono presenti due paia di stigmi (larve anfipneuste): quelli del primo paio sono portati da due brevi processi conici sul dorso del protorace, quelli del secondo paio da due analoghi processi alla base del dorso dell'ultimo segmento addominale.
La pupa si evolve all'interno del pupario formato dalla trasformazione dell'exuvia dell'ultimo stadio larvale. Il pupario riassume la conformazione della larva, ma nel corso della trasformazione si verifica la fusione dei segmenti cefalico e protoracico e il loro spostamento in posizione ventrale. Alla vista dorsale, il primo segmento apparente del pupario è dunque quello mesotoracico.

## Biologia e habitat

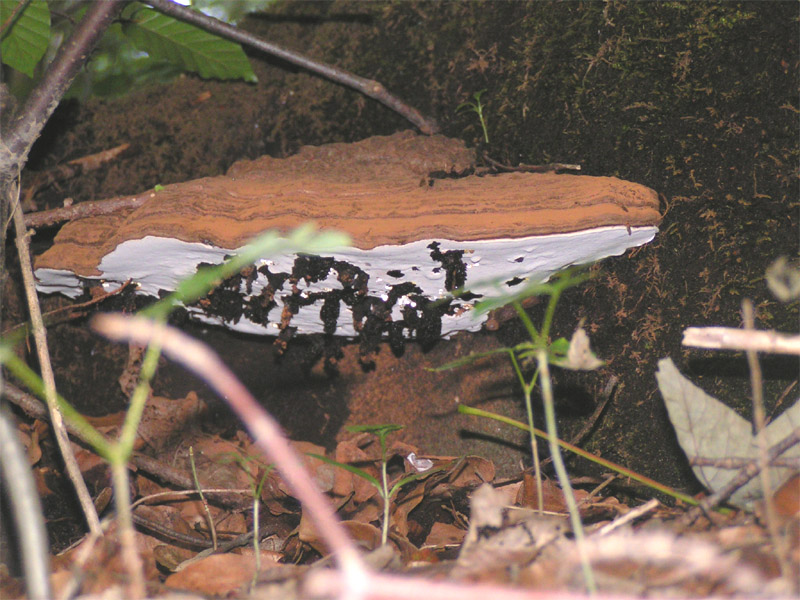
Corpo fruttifero di una poliporacea attaccato da larve di platipezidi.

La biologia delle larve dei Platipezidi presenta una sostanziale uniformità nel comportamento alimentare e mostra diverse analogie con i nematoceri micetofagi della superfamiglia degli Sciaroidei, facendo ipotizzare una convergenza evolutiva in questi due gruppi di ditteri. La famiglia comprende forme quasi esclusivamente micetofaghe obbligate o facoltative a carico dei corpi fruttiferi di funghi superiori (Basidiomiceti); nel caso della micetofagia facoltativa, il regime dietetico è complesso in quanto comprende anche la zoofagia a spese di altre larve micetofaghe e la xilofagia a carico del legno di piante morte. A differenza di altri brachiceri micetofagi, le larve di vari foridi, la micetofagia dei Platipezidi rappresenta un adattamento evolutivo che trae origine da forme ancestrali che si alimentavano sul legno marcescente a spese del micelio di funghi lignicoli. Negli altri brachiceri la micetofagia sarebbe un adattamento secondario derivato dalla saprofagia. I Platipezidi, infatti, non comprendono forme fitofaghe e non presentano l'eterogeneità di comportamenti che si rileva invece negli altri brachiceri. La micetofagia dei Platipezidi, perciò, non avrebbe alcuna relazione filogenetica con quella dei foridi micetofagi.
Le associazioni tassonomiche tra funghi e platipezidi concorre a sostenere l'ipotesi di una specializzazione evolutiva. La maggior parte delle specie di questa famiglia è associata ad una singola specie fungina oppure a gruppi di specie o generi tassonomicamente vicini. Si riscontra tuttavia anche la polifagia, ad esempio nel genere Lindneromyia. Nel contempo si riscontra anche una correlazione per cui una singola specie fungina può essere associata anche a più specie affini di platipezidi. Complessivamente il numero dei funghi associati ai Platipezidi è limitato a circa 30 generi, tutti appartenenti alla sottoclasse degli Agaricomycetidae.
Gli adulti si rinvengono in genere sul fogliame di latifoglie, le femmine, a volte, in assembramenti sui corpi fruttiferi dei funghi. Il regime dietetico, non bene accertato, si limiterebbe all'assunzione di melata. In generale sono agili nella deambulazione e si muovono a scatti, interrompendo le loro corse con voli verticali. I Callomyiinae sono invece lenti e in volo mantengono una posizione stazionaria, ma se disturbati si dileguano rapidamente.
Come spesso avviene nei ditteri che hanno il capo oloptico, i maschi di molte specie formano piccoli sciami nuziali allo scopo di attirare l'attenzione delle femmine. Un particolare curioso dell'etologia, spesso citato in letteratura, è l'attrazione esercitata dal fumo, emesso dalla bruciatura delle frasche, nei confronti di tutte le specie del genere Microsania. Questo comportamento fa supporre che nell'etologia sessuale dei Microsaniinae siano coinvolti anche stimoli olfattivi, oltre a quelli visivi che in generale regolano il corteggiamento sessuale nelle specie che formano sciami nuziali. L'accoppiamento ha luogo sulle foglie di arbusti o dei rami bassi degli alberi e si svolge con maschio e femmina rivolti in direzioni opposte. Questa posizione, ricorrente fra i Brachiceri inferiori, è inusuale nei Ciclorrafi, in quanto la retroflessione e la torsione assiale dell'ipopigio consentono l'assunzione di posizioni reciproche non contrapposte. Analoga posizione si riscontra negli Opetiidae, famiglia strettamente correlata ai Platypezidae. Le uova sono deposte nel corpo fruttifero del fungo, fra le lamelle o nei tubuli.
Il ciclo biologico è univoltino oppure può comprendere un certo numero di generazioni l'anno. L'intensità dei voli è in correlata alla disponibilità di funghi, che in Europa si verifica nei mesi autunnali. In generale, nelle specie univoltine, le condizioni ambientali sono sfavorevoli allo sfarfallamento e la specie sverna allo stadio di pupa, mentre gli adulti compaiono precocemente, con voli che si verificano già nei mesi estivi. Le specie polivoltine presentano invece generazioni che si susseguono anche nei mesi invernali. L'impupamento avviene, per la maggior parte delle specie, dopo aver abbandonato il corpo fruttifero, ma può avvenire anche all'interno del fungo.

## Habitat
L'habitat dei Platipezidi è prettamente forestale, in quanto questi insetti sono prevalentemente associati a funghi lignicoli o in simbiosi micorrizica con essenze forestali.
Il grado di diffusione dei Platipezidi nell'ambiente è strettamente dipendente dall'integrità degli ecosistemi forestali. A causa della stretta relazione di specificità nel rapporto che lega questi ditteri ai loro ospiti, il degrado forestale e la riduzione della biodiversità della micoflora forestale hanno un forte impatto sulla dinamica delle popolazioni dei Platipezidi, arrivando anche a minacciarne l'esistenza nel territorio.

## Sistematica e filogenesi
Nella tassonomia classica, i Platipezidi sono inquadrati nella sezione degli Aschiza, comprendente i ciclorrafi privi della sutura frontale (ptilinum). In passato, la famiglia comprendeva anche i generi Opetia e Atelestus e la specie Ironomyia nigromaculata, che attualmente hanno differenti collocazioni sistematiche. Nella famiglia era talvolta incluso anche il genere Atelestus, anche se tale collocazione era controversa. Opetia è stato elevato al rango di famiglia da Chandler (2001), con il nome Opetiidae. Opetiidae comprende anche quattro generi estinti, anch'essi originariamente classificati fra i Platypezidae. Ironomyia nigromaculata fu elevata da McAlpine & Martin (1966) al rango di famiglia (Ironomyiidae), proposta non condivisa universalmente, ma che attualmente è largamente supportata. Anche la collocazione di Atelestus è stata invece oggetto di controversie. Storicamente era infatti incluso, secondo gli Autori, fra gli Empididae o fra i Platypezidae. Hennig (1970) collocava il genere fra gli Empididae nella sottofamiglia Atelestinae, Chvála (1983) ha poi elevato la sottofamiglia al rango di famiglia compresa negli Empidoidea. La definizione della famiglia Atelestidae, ad opera di Chvála, è stata in seguito largamente supportata e implementata e lo stesso Chandler (2001) sancisce l'esclusione di Atelestus dai Platypezidae.
Sotto l'aspetto filogenetico, i Platipezidi mantengono una stretta relazione con il genere Opetia, formando il clade più primitivo dei Cyclorrhapha, mentre gli Ironomyiidae si presentano come linea intermedia fra il clade dei Lonchopteridae e quello dei Phoridae sensu lato. Non è ancora bene definita la relazione filogenetica fra il clade Platypezidae + Opetiidae e il resto dei Platypezoidea, ma è opinione condivisa che Platypezidae e Opetiidae costituiscono il raggruppamento più primitivo dell'intera sezione dei Cyclorrhapha.
L'inquadramento tassonomico è controverso e in letteratura ricorrono frequente due distinte interpretazioni. La prima raggruppa tutte le famiglie degli Aschiza, esclusi i Syrphidae e i Pipunculidae, in una sola superfamiglia, i Platypezoidea sensu lato. La seconda prende in considerazione la divergenza filogenetica fra i due clade e distingue perciò due superfamiglie: i Platypezoidea sensu stricto, comprendente gli Opetiidae e i Platypezidae, e i Phoroidea, comprendente i Lonchopteridae, gli Ironomyiidae e i Phoridae sensu lato. Allo stato attuale nessuna delle due classificazioni è considerata più attendibile e l'inquadramento è affidato, secondo i casi, all'orientamento degli Autori.
La tassonomia interna della famiglia contempla la suddivisione in quattro sottofamiglie, proposta da Chandler (2001), sulla base delle relazioni filogenetiche. Secondo il ditterologo, uno degli esperti specializzati nello studio dei Platypezoidea sensu stricto, nella famiglia si individuano due gruppi distinti, corrispondenti alle sottofamiglie storiche dei Platypezinae e dei Callomyiinae, che formano un clade monofiletico, rispetto al quale si differenziano, come linee primitive, due clade corrispondenti ai generi primitivi Microsania e Melanderomyia, ciascuno dei quali è elevato al rango di sottofamiglia:
|  | Microsaniinae    |
|  |                  |
|  | Melanderomyiinae |
|  |                  |

|  | Callomyiinae |
|  |              |
|  | Platypezinae |
|  |              |

|  | Microsaniinae    |
|  |                  |
|  | Melanderomyiinae |
|  |                  |

|  | Callomyiinae |
|  |              |
|  | Platypezinae |
|  |              |

La famiglia comprende circa 250 specie ripartite fra 17 generi. :
- Sottofamiglia Callomyiinae
  - Agathomyia, circa 60 specie
  - Bertamyia, una specie
  - Callomyia 24 specie
  - Chydaeopeza, una specie
  - Platypezina, due specie
  - Grossoseta, due specie
- Sottofamiglia Melanderomyiinae
  - Melanderomyia, una specie
- Sottofamiglia Microsaniinae
  - Microsania, 22 specie
- Sottofamiglia Platypezinae
  - Bolopus, una specie
  - Calotarsa, sei specie
  - Kesselimyia, una specie[11]
  - Lindneromyia, 77 specie
  - Paraplatypeza, circa 10 specie (syn. Clythia)
  - Platypeza, circa 30 specie
  - Polyporivora, otto specie
  - Protoclythia, tre specie
  - Seri, una specie

## Paleontologia ed evoluzione
La presenza dei Platipezidi tra i fossili del Mesozoico e del Cenozoico è limitata a pochi reperti. In letteratura sono citati diversi ritrovamenti, ma va considerato che la maggior parte dei fossili originariamente classificati come platipezidi ha oggi una diversa collocazione sistematica, in quanto spostati, insieme al genere Opetia nella famiglia degli Opetiidae, oppure, insieme al genere Ironomyia, in quella degli Ironomyiidae.
Formalmente resta assegnato ai Platypezidae un solo genere estinto del Giurassico superiore, Mesopetia, con la sola specie Mesopetia tuanwangensis. Mesopetia fa parte di un gruppo di quattro generi estinti classificati da Zhang (1987) nei Platypezidae; i fossili di Zhang sono stati ricollocati fra gli Opetiidae o fra gli Ironomyiidae, ma per M. tuanwangensis non si hanno sufficienti elementi da giustificare una revisione tassonomica, perciò il genere Mesopetia resta formalmente inserito fra i Platypezidae, ma, secondo Chandler (1988), come "probabile" assegnazione
Fossili più recenti, attribuiti con maggiore certezza ai Platypezidae, risalgono al Cretaceo o al Cenozoico. Al Cretaceo appartengono 11 fossili del Paleartico asiatico classificati da Mostovski (1995) in cinque generi estinti:
- Maritulus, comprendente la sola specie M. sospes[18]
- Oloplatypeza, comprendente la sola specie O. munusculum[19]
- Parnasos, comprendente le specie P. dissimilis, P. firmipes e P. pessimus[20]
- Promittor, comprendente la sola specie P. malus[21]
- Proplatypeza, comprendente le specie P. amabilis, P. bontsaganica, P. caelebs, P. parva e P. secunda[22]

I platipezidi del Cenozoico sono rappresentati solo dalla specie Eucallimyia fortis del genere estinto Eucallimyia (Oligocene) e le specie C. torporata e C. hypolitha (Eocene), appartenenti al genere Callomyia.
In definitiva, i Platipezidi sono presenti sulla Terra almeno dal Cretaceo e fanno parte del gruppo dei primi Ciclorrafi, che si sono diffusi dalla fine del Mesozoico alla prima parte del Cenozoico.

## Distribuzione
Malgrado il limitato numero di specie, i Platipezidi sono una famiglia ad ampia distribuzione e rappresentata in tutte ecozone della Terra. Il maggior grado di biodiversità si rileva tuttavia nella regione oloartica, la più ricca di ecosistemi compatibili con la biologia di questa famiglia. I generi Agathomyia, Microsania e Lindneromyia sono cosmopoliti. Un quadro generale della distribuzione dei Platipezidi è riassunto nella seguente tabella:
|                                            | Afrotropicale | Australasiana | Neartica | Neotropicale | Orientale | Paleartica |
| ------------------------------------------ | ------------- | ------------- | -------- | ------------ | --------- | ---------- |
| Agathomyia, Lindneromyia, Microsania       | x             | x             | x        | x            | x         | x          |
| Bertamyia                                  | x             |               | x        | x            |           |            |
| Bolopus, Chydaeopeza, Kesselimyia          |               |               |          |              |           | x          |
| Callomyia, Paraplatypeza, Polyporivora     |               |               | x        |              | x         | x          |
| Calotarsa, Grossoseta, Melanderomyia       |               |               | x        |              |           |            |
| Platypeza, Platypezina, Protoclythia, Seri |               |               | x        |              |           | x          |

In Europa sono segnalati tutti i generi paleartici, ad eccezione di Chydaeopeza, con 43 specie, di cui 21 Callomyiinae, 16 Platypezinae e sei Microsania. In Italia sono segnalate 16 specie, appartenenti ai generi Agathomyia, Callomyia, Platypeza, Polyporivora, Protoclythia, Lindneromyia e Paraplatypeza. Tutti i platipezidi italiani sono segnalati al nord. Di questi, cinque specie sono presenti anche nell'Italia peninsulare e, una, anche in Sardegna, mentre nessun platipezide risulterebbe presente in Sicilia. La specie con la maggiore distribuzione è Polyporivora ornata (Italia settentrionale e pensinsulare e Sardegna), monofago associato alla specie Trametes versicolor (Polyporaceae).